# Āq Bolāgh (ort)
Āq Bolāgh (persiska: آق بُلاغِ لَتگاه, آق بُلاغ, Āq Bolāgh-e Latgāh, آق بلاغ) är en ort i Iran.   Den ligger i provinsen Hamadan, i den nordvästra delen av landet, 270 km väster om huvudstaden Teheran. Āq Bolāgh ligger 1 695 meter över havet och antalet invånare är 760.
Terrängen runt Āq Bolāgh är huvudsakligen platt, men österut är den kuperad.Runt Āq Bolāgh är det ganska tätbefolkat, med 199 invånare per kvadratkilometer. Närmaste större samhälle är Lālejīn, 7,3 km väster om Āq Bolāgh. Trakten runt Āq Bolāgh består i huvudsak av gräsmarker.